# 巴都萬數列

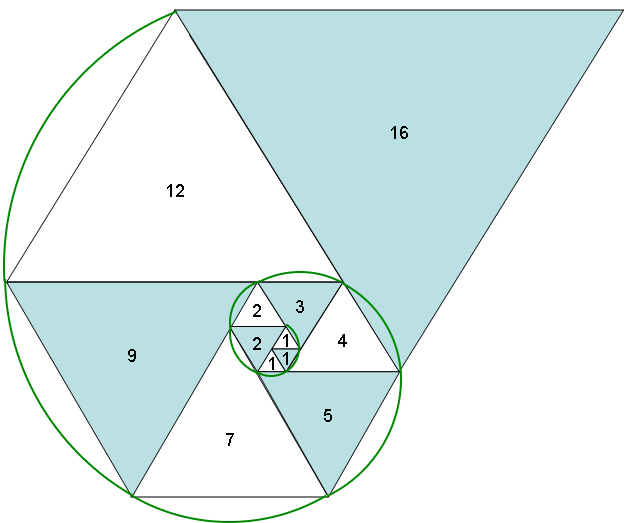
以巴都萬數為邊長的等邊三角形組成的螺旋

巴都萬數列（Padovan Sequence）是一個整數數列，其起始數值跟遞歸關係定義為：
{\displaystyle P(0)=P(1)=P(2)=1}
{\displaystyle P(n)=P(n-2)+P(n-3)}
P(n) 的前几个值是：
1, 1, 1, 2, 2, 3, 4, 5, 7, 9, 12, 16, 21, 28, 37, 49, 65, 86, 114, 151, 200, 265, ... （OEIS數列A000931）
此數列以建築師理察·巴都萬命名，理察·巴都萬把此数列的发现归功于荷兰建筑师汉斯·范·德·兰在1994年发表的论文《Dom. Hans van der Laan : Modern Primitive》。1996年6月，艾恩·史都華在《科學美國人》雜誌提到這個數列。

## 遞歸關係
- {\displaystyle P_{n}=P_{n-1}+P_{n-5}}（此關係可從圖中見得）
- {\displaystyle P_{n}=P_{n-2}+P_{n-4}+P_{n-8}}
- {\displaystyle P_{n}=P_{n-3}+P_{n-4}+P_{n-5}}
- {\displaystyle P_{n}=P_{n-4}+P_{n-5}+P_{n-6}+P_{n-7}+P_{n-8}}

佩蘭數列滿足相同的遞歸關係。它亦可從巴都萬數列定義：
{\displaystyle Perrin_{n}=P_{n+1}+P_{n-10}}

## 反巴都萬數列
使用遞歸關係{\displaystyle P_{-n}=P_{-n+3}-P_{-n+1}}可將巴都萬數列推廣到負數項。這樣的定義跟將斐波那契數推廣到反斐波那契數列相似。另一方面，反斐波那契數列取絕對值便和斐波那契數列相等，但反巴都萬數列卻不：
... -7, 4, 0, -3, 4, -3, 1, 1, -2, 2, -1, 0, 1, -1, 1, 0, 0, 1, 0, 1, 1, 1 ...

## 項的和
首{\displaystyle n}項（包括第0項）之和比{\displaystyle P_{n+5}}少2：
{\displaystyle \sum _{m=0}^{n}P_{m}=P_{n+5}-2.}
下面是每隔數項的和：
{\displaystyle \sum _{m=0}^{n}P_{2m}=P_{2n+3}-1}
{\displaystyle \sum _{m=0}^{n}P_{2m+1}=P_{2n+4}-1}
{\displaystyle \sum _{m=0}^{n}P_{3m}=P_{3n+2}}
{\displaystyle \sum _{m=0}^{n}P_{3m+1}=P_{3n+3}-1}
{\displaystyle \sum _{m=0}^{n}P_{3m+2}=P_{3n+4}-1}
{\displaystyle \sum _{m=0}^{n}P_{5m}=P_{5n+1}.}
下面的恆等式跟項與項的乘積之和有關：
{\displaystyle \sum _{m=0}^{n}P_{m}^{2}=P_{n+2}^{2}-P_{n-1}^{2}-P_{n-3}^{2}}
{\displaystyle \sum _{m=0}^{n}P_{m}^{2}P_{m+1}=P_{n}P_{n+1}P_{n+2}}
{\displaystyle \sum _{m=0}^{n}P_{m}P_{m+2}=P_{n+2}P_{n+3}-1.}

## 其他恆等式
{\displaystyle P_{n}^{2}-P_{n+1}P_{n-1}=P_{-n-7}.}
巴都萬數列跟二項式係數之和有關：
{\displaystyle \sum _{2m+n=k}{m \choose n}=P_{k-2}.}

## 估計值
{\displaystyle x^{3}-x-1=0}有三個根：唯一的實數根{\displaystyle p}（即銀數）和兩個複數根{\displaystyle q}和{\displaystyle r}。
{\displaystyle P_{n}={\frac {p^{n}}{\left(3p^{2}-1\right)}}+{\frac {q^{n}}{\left(3q^{2}-1\right)}}+{\frac {r^{n}}{\left(3r^{2}-1\right)}}.}
因為{\displaystyle q}和{\displaystyle r}的絕對值都少於1，當{\displaystyle n}趨近無限，其冪會趨近0。因此，對於很大的{\displaystyle n}，可以以下面的公式估計：
{\displaystyle P_{n}\approx {\frac {p^{n}}{\left(3p^{2}-1\right)}}={\frac {p^{n}}{4.264632...}}.}
從上面的公式亦知{\displaystyle {\frac {P_{n+1}}{P_{n}}}}的值趨近銀數。

## 整數分拆上的定義
{\displaystyle P_{n}}可以用不同的整數分拆來定義。
- {\displaystyle P_{n}}是將{\displaystyle n+2}寫成一個有序、每項是2或3的和式的方法的數目。例如{\displaystyle P_{6}=4}，有4種方法將8寫成這類和式：

2+2+2+2 ; 2+3+3 ; 3+2+3 ; 3+3+2
- {\displaystyle P_{2n-2}}是將{\displaystyle n}寫成一個有序且式中沒有項為2的和式的方法的數目。例如{\displaystyle P_{5\times 2-2}=P_{8}=7}，有7種方法將5寫成這類和式：

1+1+1+1+1 ; 1+1+3 ; 1+3+1 ; 3+1+1 ; 4+1 ; 1+4 ; 5
- {\displaystyle P_{n}}是將{\displaystyle n}寫成一個有序且「回文型」且式中沒有項為2的和式的方法的數目。例如{\displaystyle P_{9}=9}，有9種方法將9寫成這類和式：

9 ; 1+7+1 ; 1+1+5+1+1 ; 1+1+1+3+1+1+1 ; 1+1+1+1+1+1+1+1+1; 3+3+3 ; 4+1+4 ; 3+1+1+1+3; 1+3+1+3+1
- 若上述情況改為{\displaystyle P_{8}=8}，則數列如下：

1+1+1+1+1+1+1+1: 4+4; 3+1+1+3; 1+3+3+1;  1+1+4+1+1; 1+6+1; 8
- {\displaystyle P_{n}}是將{\displaystyle n+4}寫成一個有序的、每項除以3都餘2的和式的方法的數目。例如{\displaystyle P_{7}=5}，有5種方法將11寫成這類和式：

11 ; 2+2+2+5 ; 2+2+5+2 ; 2+5+2+2 ; 5+2+2+2

## 生成函數
巴都萬數列的生成函數為
{\displaystyle G(P_{n};x)={\frac {1+x}{1-x^{2}-x^{3}}}.}
它可以用於證明巴都萬數跟幾何級數的項的積的等式，例如：
{\displaystyle \sum _{m=0}^{\infty }{\frac {P_{n}}{2^{n}}}={\frac {12}{5}}.}

## 多項式
巴都萬數列可以一般化成一個多項式的集。
{\displaystyle P_{n}(x)=\left\{{\begin{matrix}1,\qquad \qquad \qquad \qquad &{\mbox{if }}n=0\\x,\qquad \qquad \qquad \qquad &{\mbox{if }}n=1\\x^{2},\qquad \qquad \qquad \qquad &{\mbox{if }}n=2\\xP_{n-2}(x)+P_{n-3}(x),&{\mbox{if }}n\geq 3\end{matrix}}\right.}
首七個巴都萬多項式為：
{\displaystyle P_{0}(x)=1\,}
{\displaystyle P_{1}(x)=x\,}
{\displaystyle P_{2}(x)=x^{2}\,}
{\displaystyle P_{3}(x)=x^{2}+1\,}
{\displaystyle P_{4}(x)=x^{3}+x\,}
{\displaystyle P_{5}(x)=x^{3}+x^{2}+x\,}
{\displaystyle P_{6}(x)=x^{4}+2x^{2}+1\,}
{\displaystyle P_{7}(x)=x^{4}+2x^{3}+x^{2}+x\,}
第{\displaystyle n}個巴都萬數即{\displaystyle P_{n}(1)}。

## 其他特質
- 奇偶性：按「奇奇奇偶偶奇偶」的組合重覆出現。
- 數列中的質數：{\displaystyle P_{3,4}=2;P_{5}=3;P_{7}=5;P_{8}=7;P_{14}=37;P_{19}=151;P_{30}=3329;P_{37}=23833;...}（OEIS:A000931）
- 數列中的平方數：{\displaystyle P_{0,1,2}=1;P_{6}=2^{2};P_{9}=3^{2};P_{11}=4^{2};P_{15}=7^{2}}

## 外部連結
- Padovan Sequence （页面存档备份，存于）（MathWorld）
- Tales of a Neglected Number，艾恩·史都華在雜誌發表的文章
- 學生科技網--中學生科技：美丽的螺旋线 黄金分割漫谈之三，李颍伯
- Dom Hans Van Der Laan And The Plastic Number （页面存档备份，存于）, Richard Padovan